# William Schwenck Gilbert
Sir William Schwenck Gilbert, noto anche con lo pseudonimo di W. S. Gilbert (Londra, 18 novembre 1836 – Londra, 29 maggio 1911), è stato uno scrittore e librettista britannico, famoso per la sua collaborazione con il compositore Arthur Sullivan nella scrittura di opere comiche.
Affiliato alla massoneria, fu membro della loggia St Machar No. 54, di Aberdeen. Suo padre, William Gilbert, fu un chirurgo della marina che poi divenne romanziere ed autore di brevi racconti.

## Biografia
Figlio del scrittore e chirurgo William Gilbert e di Anne Mary Bye Morris, Gilbert iniziò con l'illustrare alcune storie del padre e nel 1861, iniziò a scrivere storie illustrate, poemi ed articoli per conto proprio, allo scopo di incrementare i suoi guadagni. I poemi, pubblicati come Bab Ballads, ed i racconti brevi vennero poi usati come spunto per la scrittura dei suoi lavori successivi, comprese le opere di Gilbert e Sullivan. Nelle Bab Ballads, Gilbert sviluppò uno stile unico, dove la comicità derivava dal metter su, una premessa ridicola e lavorarvi fino alle logiche conseguenze, per quanto assurde potessero essere. Gilbert produsse circa la metà dei suoi settantacinque lavori dal 1871, oltre ad essere stato un innovatore nell'arte della regia, seguendo le riforme di Tom Robertson.

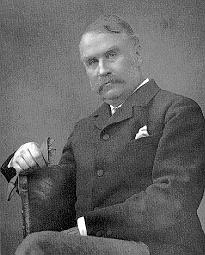
Un altro ritratto

I teatri, al tempo in cui Gilbert iniziò a scrivere, erano in grande decadenza,. Bond creò il ruolo di mezzosoprano nella maggior parte delle opere di Gilbert e Sullivan e ci guida nella descrizione di come Gilbert riformò il vecchio teatro vittoriano e Gilbert aiutò a riformare ed elevare la rispettabilità del teatro, iniziando con la sua German Reed Entertainments. Alle prove dell'Ages Ago nel 1869, uno di questi lavori, composto da Frederic Clay, lo stesso Clay presentò Gilbert ad Arthur Sullivan. Due anni dopo, essi realizzarono la prima opera in collaborazione.

## Cinema
I lavori di Gilbert diedero spunto a numerosissimi adattamenti cinematografici che non furono solo versioni per lo schermo delle sue operette. Dal 1906, contribuì, con le sue sceneggiature, ad alcuni film sperimentali della Gaumont che usavano come sistema di sonorizzazione il Chronophone.

### Filmografia (parziale)
- Highlights from The Mikado, regia di Arthur Gilbert (1906)
- Here's a How-D'Ye-Do, regia di Arthur Gilbert (1906)
- Highlights from The Yeomen of the Guard, regia di John Morland (1907)
- Hope, regia di Rex Wilson (1919)